# 埃及護照
埃及護照是發給埃及國民進行國際旅行的證件。其目的除了证明埃及国籍，還可以確保國民在需要時，可以從埃及駐外領事官員處得到協助。一般成年人的埃及护照有效期为七年，而學生和等待服役的人效期會較短。埃及护照不可重複申請；一个人若要申请新的护照，只能在原本護照過期之後申請。2008年开始，埃及政府使用新的可機讀護照，以便遵守国际护照的标准，其有96.7%符合国际民航组织第9303号文件中的規範。不過，新護照似乎印在較為柔軟的材料上，故其較舊護照更容易受到磨損和損壞。

## 护照功能

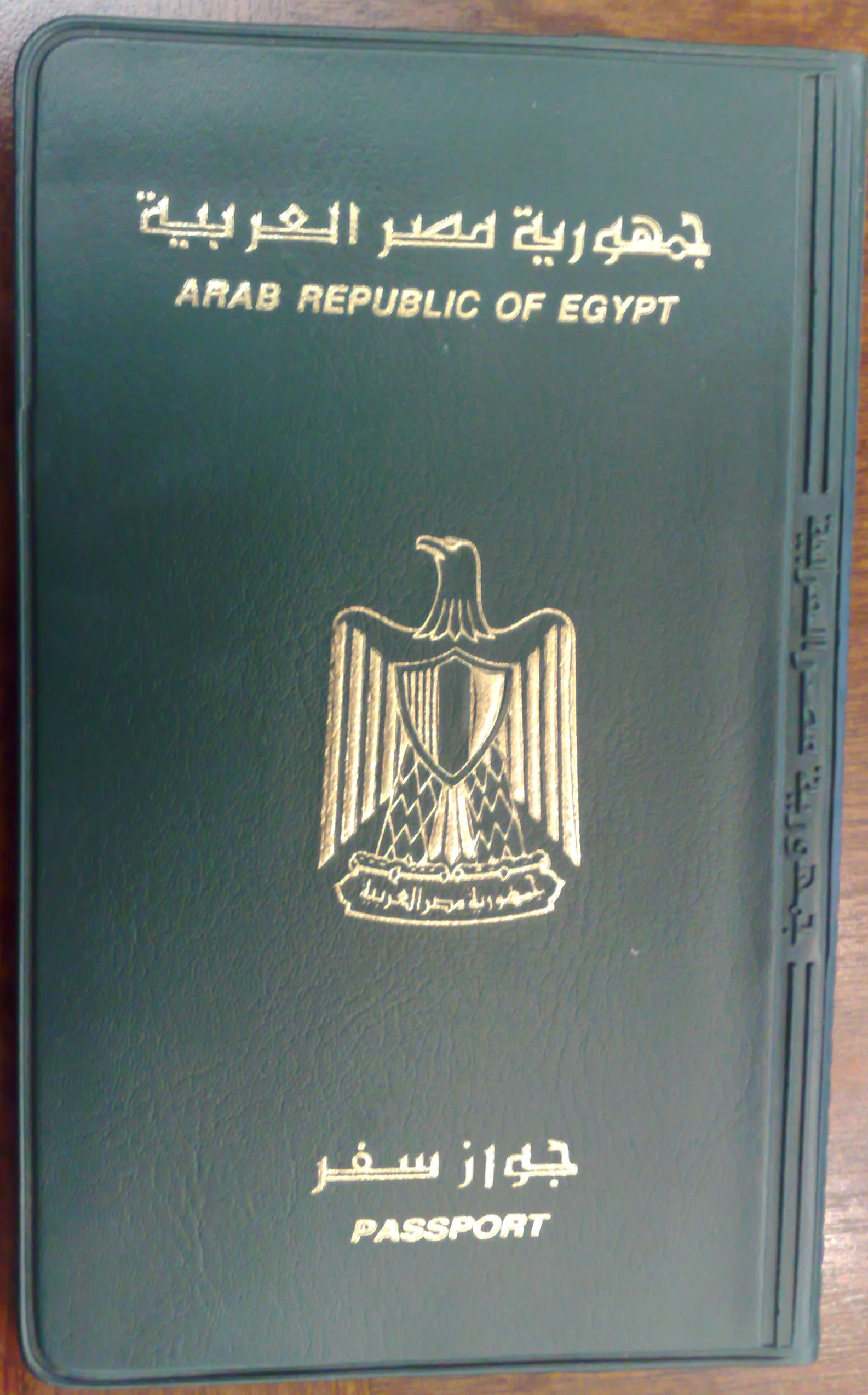
舊版埃及护照

埃及护照是暗绿色的、封面中間有埃及國徽。國徽上方用英文、阿拉伯文書寫國名「阿拉伯埃及共和國」，下方則同樣用這兩種語言書寫「護照」。整本護照共有52頁。

## 發予條件
埃及护照通常都是簽发给埃及公民，期限七年。要申請護照需要埃及國民身份證或電腦出生證明（16歲以下）。學生必須在申請時提供入學證明。某些申請人——主要是非學生或受雇者的首次申請人——必須在申請時支付保證金，不過經常旅行的申請人可以免除此項要求。

### 簽發機關
所有埃及護照均由旅行證件、移民和國籍管理局（TDINA）或埃及駐外館處簽發。新的可機讀護照目前僅在埃及境內發行，埃及駐外館處只能提出申請和退回護照，但無法發予可機讀護照，如有需要，只能發出手寫緊急護照。例如，在倫敦申請護照將提交給開羅當局，但發證機構卻會註明埃及駐倫敦大使館。

### 個人資料頁
埃及護照的資料頁是位在其堅硬封面的保護下，並包括按以下順序顯示的資料：
- 持照人照片
- 類型（「護照」（Passport）的縮寫「P」）
- 國家代碼（「阿拉伯埃及共和國」的代碼「EGY」）
- 護照編號
- 全名
- 出生日期
- 出生地点
- 国籍
- 性別
- 簽發日期
- 有效期限
- 簽發機關
- 身分證號碼（阿拉伯语）
- 职业
- 丈夫的名字、國籍（限已婚女性）
- 役別（阿拉伯语；限男性）
- 地址（阿拉伯语）
- 机器可读区
- PDF417条码（機器識別碼+護照編號+簽發機關編號）
- 不需要签名

### 護照聲明
護照通常都包含簽發國的聲明，向其它所有國家表明持有人為本國公民身份，並且請求允許其持有人過境，同時享有國際法所規定的待遇。埃及護照的聲明以阿拉伯文、英文寫出。英文內容如下：
The Minister of Foreign Affairs requests all whom it may concern to permit the bearer of this Passport to pass, assist and protect him whenever necessary.
其中文意思為：「外交部部長茲請有關人員對本護照之持有人允予自由通行，並請於必要時予以協助及保護。」

### 語言
傳統上，埃及護照的文字部分會印上阿拉伯文和法文兩種語言，即使與敘利亞組成阿拉伯聯合共和國時亦是。近來，英文逐漸取代了法文，而後者不再出現在埃及護照上。

## 持照人簽證要求

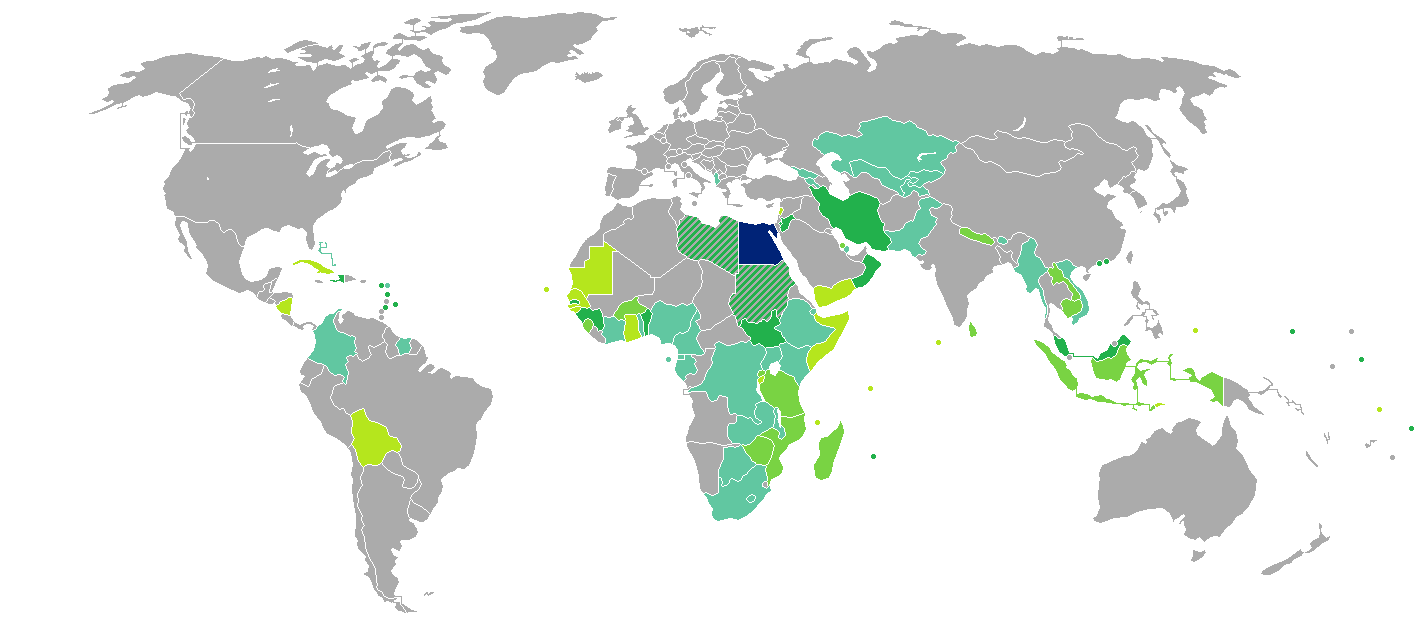
埃及公民簽證要求
埃及本土
免簽證
落地簽證
電子簽證

埃及公民簽證要求是其他國家對埃及公民的行政限制。根据2025年1月8日发布的亨利护照指数，埃及护照可免签证、落地签证或电子签证入境52个国家和地区，位居世界第90，与利比里亚、不丹护照并列。